# Ira Shor
Ira Shor, né le 2 juin 1945, est professeur au Collège de Staten Island, City University of New York, où il enseigne l'écriture et la rhétorique. Il est également professeur en anglais, au Graduate Center, CUNY.

## Biographie
Shor a grandi dans le quartier ouvrier du sud du Bronx à New York. Selon Shor, venir d'un quartier ouvrier eut une puissante influence sur sa pensée, ses choix politiques et ses sentiments.

## Apport théorique
En collaboration avec Paulo Freire, il fut l'un des principaux représentants de la pédagogie critique. Ensemble, ils coécrivent Une pédagogie pour la libération .

## Publications
- Critical Teaching and Everyday Life (1980)
- Culture Wars:  School and Society in the Conservative Restoration (1986)
- A Pedagogy for Liberation, collaboration avec Paulo Freire (1987)
- Freire for the Classroom: A Sourcebook for Liberatory Teaching (1987)
- Empowering Education (1992)
- When Students have Power: Negotiating Authority in a Critical Pedagogy (1996)
- Critical Literacy in Action (1999)
- Education is Politics (1999)